# Sinadena
Sinadena (grčki Συναδηνή, mađarski Szünadéné) bila je Grkinja koja je bila kraljica Ugarske kratko vrijeme 1070-ih, a vrlo vjerojatno je bila žena kralja Gejze I. (Géza).
Njezino je osobno ime nepoznato.
Otac joj je bio bizantski zapovjednik Teodul Sinaden (Synadenos), a majka joj je bila sestra cara Nikefora III. Botaneiatesa (Νικηφόρος Βοτανειάτης). 
Sinadena se udala za ugarskog kralja i postala je kraljica. Moguće je da je imala djecu.